# Hrvatska kopnena vojska
L'Esercito croato (in croato Hrvatska vojska o HV) o Esercito terrestre croato (in croato Hrvatska kopnena vojska o HKoV), è la componente più grande e più significativa delle forze armate croate (FAC).

## Ruolo e schieramento
Il ruolo fondamentale e lo scopo dell'armata dell'esercito é quello di proteggere gli interessi nazionali vitali della Repubblica di Croazia e difendere la sovranità e l'integrità territoriale dello Stato.
I compiti fondamentali dell'esercito croato sono i seguenti:
- Difendersi dalla possibile aggressione a livelli operativi strategici e difendersi da qualsiasi assalto terrestre, aereo o anfibio, in cooperazione con le altre armi delle FAC.
- Aiutare gli alleati ed i paesi amichevoli in tempo di necessità.
- Costruire la capacità di svolgere compiti non tradizionali come il supporto umanitario durante le inondazioni, gli incendi e altri disastri naturali.

## Operazioni recenti ed attuali

### Organizzazione del Trattato dell'Atlantico del Nord (NATO)
L'esercito croato ha contribuito alle seguenti missioni della NATO:
- Gruppi da battaglia EFP NATO (Lituania & Polonia) - 2017
- Operazione Supporto Risoluto (Afghanistan) - dal 2015
- NATO International Security and Assistance Force (ISAF) (Afghanistan) - dal 2003 al 2014

### Nazioni Unite (ONU)
L'esercito croato è stato coinvolto nelle seguenti missioni delle Nazioni Unite a partire da dicembre 2017:
- UN Mission for the Referendum in Western Sahara (MINURSO): sette osservatori militari
- UN Interim Force in Lebanon (UNIFIL): un ufficiale di stato maggiore
- UN Military Observer Group in India and Pakistan (UNMOGIP): nove osservatori militari

In passato, l'esercito croato ha anche contribuito a:
- UN Observer Mission in Georgia (UNOMIG)
- UN Mission in Support of East Timor (UNMISET)
- UN Mission in Sierra Leone (UNAMSIL)
- UN Mission in Ethiopia and Eritrea (UNMEE)
- UN Mission in Sudan (UNMIS)
- UN Mission in Liberia (UNMIL)
- UN Mission in Cyprus (UNFICYP)

## Storia
L'esercito croato venne costituito nella guerra d'indipendenza croata, quando il 3 novembre 1991 la Guardia nazionale croata fu rinominata Esercito Croato.
Numerose unità dell'esercito croato provengono dalla Guardia nazionale croata, tra cui:
- I Corpo d'armata della Guardia croata
- 1ª Brigata della Guardia (Croazia)
- 2ª Brigata della Guardia (Croazia)
- 3ª Brigata della Guardia (Croazia)
- 7ª Brigata della Guardia (Croazia)
- 104ª Brigata Croata
- 204ª Brigata Vukovar

I reggimenti basati localmente vennero nominati reggimenti della Guardia nazionale (Domobranska pukovnija). Vennero creati il 24 dicembre del 1991, durante la guerra, e cessarono di esistere nella riorganizzazione del 2003.

## Struttura organizzativa e status
L'esercito croato è una forza di volontari che annumera 7.514 soldati attivi e 193 persone di servizio e dipendenti a partire da agosto 2016. L'esercito può anche richiamare 6.000 uomini della riserva che servono fino a 30 giorni ogni anno.

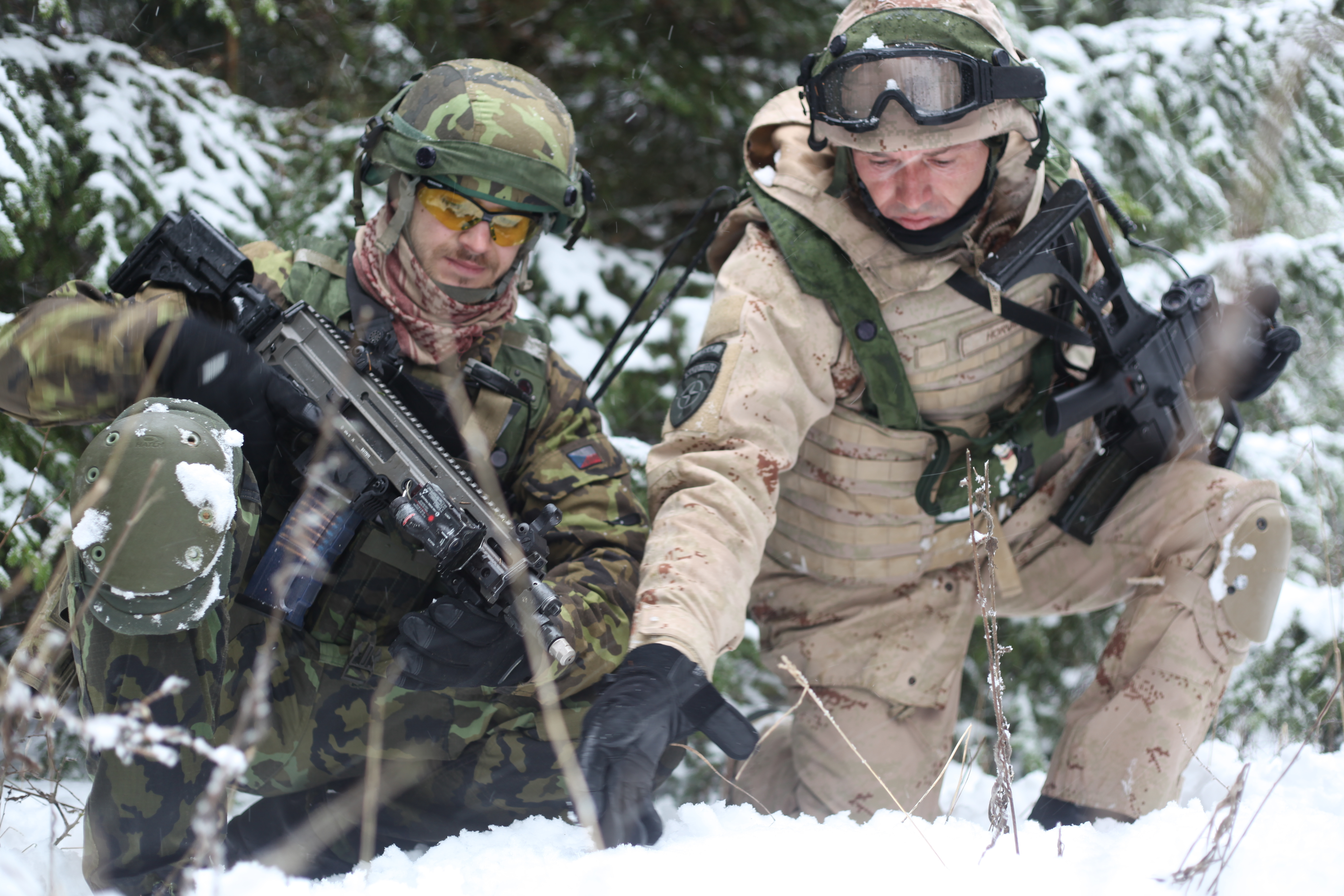
Sgt. capo dell'esercito croato(a destra) discute i percorsi di pattuglia con un sgt. dell'esercito ceco (a sinistra) in Germania per prepararsi all'Afghanistan, 2012

L'esercito croato si sta riorganizzando per adattarsi alla dottrina NATO di una forza piccola, altamente capace, con un accento sulla mobilità e sulla versatilità.
I principali comandi combattenti dell'esercito croato sono una brigata meccanizzata ed una motorizzata, ogni brigata con un ruolo specifico e diverse responsabilità. Nel 2012, una compagnia di fanteria motorizzata dovette essere staccata e messa sotto il comando del Gruppo di Battaglia UE guidato dalla Germania. La Croazia continua a schierare 350 uomini a sostegno dell'International Security Assistance Force NATO in Afghanistan.
La Croazia ottenne l'adesione alla NATO nel mese di aprile 2009. Le riforme della difesa che la Croazia ha avviato nel 2000, hanno un obiettivo a lungo termine di sostituire e modernizzare le forze armate per rispondere alle sfide dell'appartenenza alla NATO. Il piano prevede la modernizzazione dell'esercito e l'introduzione dell'addestramento e della dottrina in linea con gli standard occidentali (NATO). Anche la sostituzione dell'hardware sovietico/ex-jugoslavo è una delle principali priorità.
Ci sono varie iniziative in corso, come ad esempio l'aggiornamento del parco corazzati, l'introduzione di nuovi veicoli trasporto truppe e fucili d'assalto standard NATO, ecc. Gli appalti delle nuove attrezzature NATO compatibili prende una parte significativa del bilancio della difesa.
Fino a poco tempo fa, la Croazia utilizzava poco meno di 280 carri armati da combattimento, ma questo numero è diminuito in modo significativo a causa del ritiro di circa 200 carri armati T-55 obsoleti nel 2006. La maggior parte di queste unità vennero demolite, ma un numero limitato venne conservato come riserva operativa in caso di necessità. Il pilastro è ora il carro armato da combattimento M-84A4 Sniper, che attualmente è in fase di revisione. Tuttavia, l'ammodernamento del parco corazzati al M-84D standard è una delle priorità indicate nel nuovo bilancio della difesa.
Nel luglio 2007 Patria AMV ottenne il contratto per la fornitura alla prossima generazione di APC per l'esercito croato. Solo 84 veicoli vennero ordinati in un primo momento, ma altri 42 vennero acquistati in un contratto prolungato firmato nel dicembre 2008. La Croazia ha quindi 126 unità su ordinazione con i primi sei veicoli prodotti in Finlandia consegnati entro la fine del 2008. Tutti i veicoli rimanenti saranno prodotti localmente. Secondo alcuni rapporti, sono necessari almeno 50-60 APC supplementari. Nel 2010, venne ordinato un numero imprecisato (probabilmente 56) di stazioni armi telecomandate (RCWS) Protector (RWS).
All'inizio del 2007, la Croazia acquistò 10 veicoli blindati leggeri Iveco LMV ad un costo di 330.000 euro per unità. Secondo i documenti ufficiali, 94 di questi veicoli erano necessari entro il 2017. Tuttavia, la Croazia si baserà su veicoli di tipo HMMWV e MRAP donati dagli USA.
Sono stati fatti passaggi per standardizzare l'inventario difficile da mantenere dei veicoli delle forze armate della Croazia, che sono piene di vari modelli di diversa origine, tipo ed età. Nel 2005, l'Esercito acquistò 152 autocarri leggeri e veicoli, 156 nel 2006, con ulteriori 170 ottenuti entro la fine del 2007. Tutti i veicoli sono prevalentemente di produttori europei o giapponesi, compresi Mercedes-Benz, Land Rover, Iveco, MAN, Toyota e Nissan. Questi acquisti sono un processo continuo, visto come circa 150-180 nuovi veicoli fuoristrada vengono acquistati ogni anno.
L'esercito croato prevede di introdurre un nuovo fucile d'assalto calibro NATO 5,56 mm per sostituire l'AK-47 e i suoi derivati. Il modello preferito sembra essere il VHS fabbricato localmente sviluppato da HS Produkt.Il lotto iniziale di 1.000 fucili venne ordinato nel 2009-2010 con il requisito per un massimo di 20.000 fucili. Le versioni della stampa e delle foto del MdD indicano che il VHS era stato rilasciato a elementi del Battaglione d'intelligence militare, il Distaccamento di Nuotatori da combattimento del Battaglione Forze speciali, nonché ad una delle compagnie di fanteria della Brigata meccanizzata della Guardia già nel 2011.

### Ordine di battaglia

Attuale struttura dell'esercito croato

- Comando Forze Terrestri (situato a Karlovac)[6]
  -  Brigata meccanizzata corazzata delle guardie (situata a Vinkovci)
    - Compagnia Comando & Quartier Generale
    - Battaglione corazzato "Martore" ("Kune") (Đakovo)
    - 1º Battaglione meccanizzato "Falchi" ("Sokolovi") (Našice)
    - 2º Battaglione meccanizzato "Puma" ("Pume") (Varaždin)
    - Battaglione artiglieria mista (Bjelovar)
    - Battaglione contraereo (Vinkovci)
    - Battaglione genio (Vinkovci)
    - Compagnia ricognizione (Vinkovci)
    - Compagnia comunicazioni (Vinkovci)
    - Compagnia logistica (Vinkovci)

  -  Brigata meccanizzata della Guardia - Brigata meccanizzata media (situata a Knin)
    - Compagnia Comando & Quartier Generale
    -  1º Battaglione meccanizzato "Tigri" ("Tigrovi") (Petrinja)
    -  2º Battaglione meccanizzato "Tuoni" ("Gromovi") (Petrinja)
    - 3º Battaglione meccanizzato "Ragni" ("Pauci") (Knin)
    -  Battaglione motorizzato "Lupi" ("Vukovi") (Gospić)
    - Battaglione artiglieria mista (Karlovac/Slunj)
    - Battaglione difesa Aerea (Benkovac)
    - Battaglione genio (Sinj)
    - Compagnia ricognizione
    - Compagnia Radio
    - Compagnia logistica

  -  Comando Addestramento e Dottrina "Fran Krsto Frankopan" (situato ad Osijek)
    - Compagnia comando (Osijek)
    - Reggimento fanteria (Petrinja)
    - Reggimento artiglieria (Bjelovar)
    - Reggimento genio(Karlovac)
      - Battaglione fluviale (Osijek)

    - Reggimento logistico (Benkovac)
    - Centro addestramento di Base (Požega)
    - Centro addestramento al Combattimento (Slunj)
    - Centro di Simulazione (Zagabria)
    - Centro addestramento delle Operazioni Militari Internazionali (Rakitje)

  - Reggimento di Polizia Militare (Ogulin/Karlovac)
  - Reggimento delle Comunicazioni (Karlovac)
  - Battaglione d'Intelligence Militare (Zagabria)
  - Battaglione di Difesa NBC (Dugo Selo)
  - Comando Operazioni Forze speciali (Delnice)
  - Reggimento di Difesa aerea (Zadar)
    - Batteria comando (Zemunik)
    - 1º Battaglione misto (Zemunik)
    - 2º Battaglione misto (Udbina)
    - 3º Battaglione misto (Zagabria)

  - Battaglione radio (Velika Gorica)

Campi d'addestramento
- Campo addestramento Eugen Kvaternik (Slunj)
- Campo addestramento Crvena Zemlja (Knin)

- Campo addestramento Gašinci (Đakovo)

### Arte operativa e dottrina tattica
Costruito sui programmi d'assistenza del partenariato per la pace della NATO e sulla totale adesione alla NATO dal 2009, l'esercito croato ha abbracciato i concetti di alleanza del campo di battaglia di 24 ore e tridimensionali e l'impiego di forze altamente qualificate e motivate attrezzate per lo schieramento rapido e per operare con flessibilità come parte di una maggiore forza multinazionale.
L'esercito croato sta anche lavorando più strettamente con l'aeronautica e la marina, con conseguenti operazioni multifasi con una coordinazione dettagliata terrestre/aerea, ma più necessaria da fare a tutti i gradi per raggiungere un livello più profondo di congiunzione. In tutte queste attività, le forze terrestri sono alla guida.

## Piani di modernizzazione

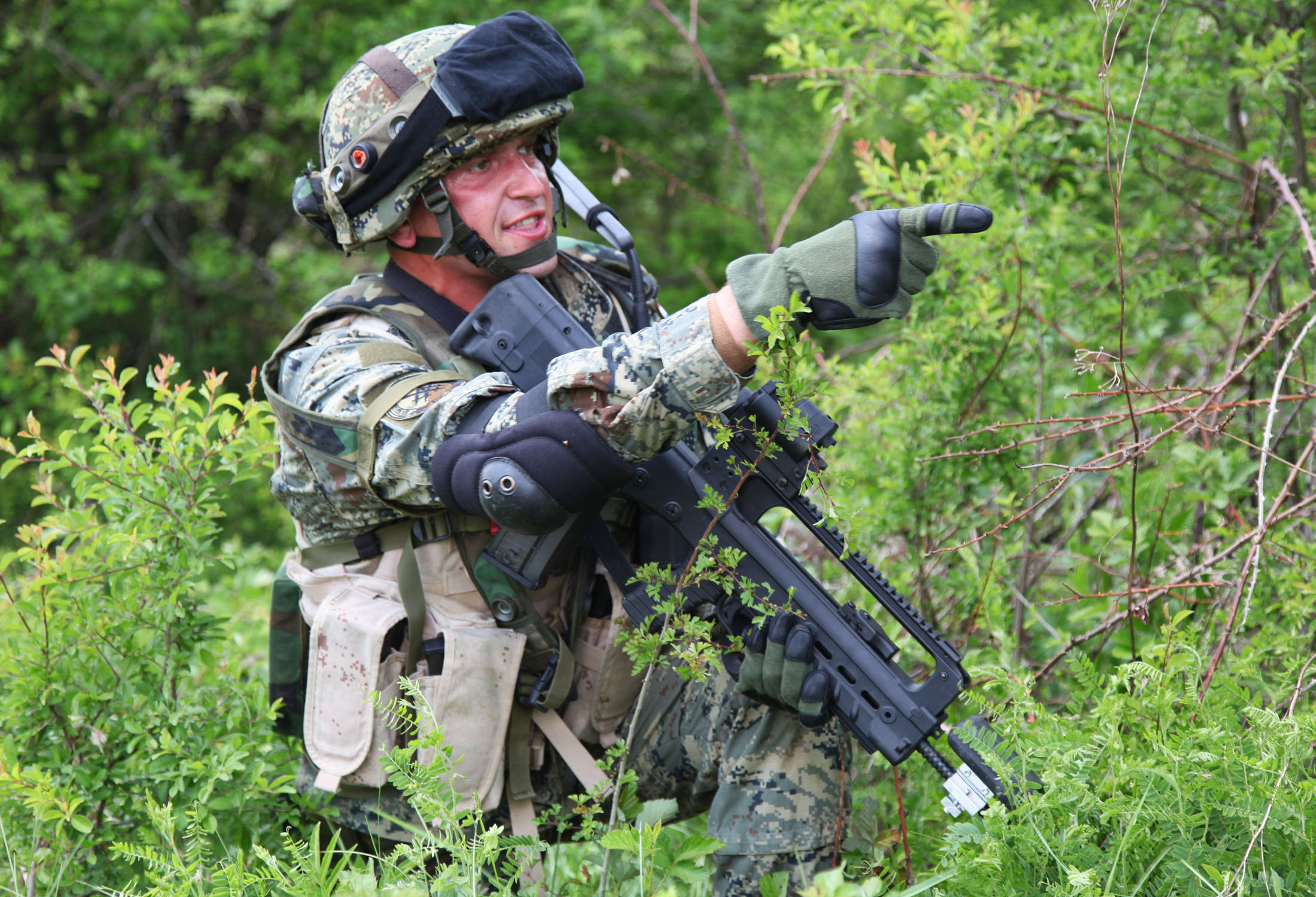
Soldato con fucile d'assalto VHS.

Soldati prendono copertura in prossimità Patria AMV.

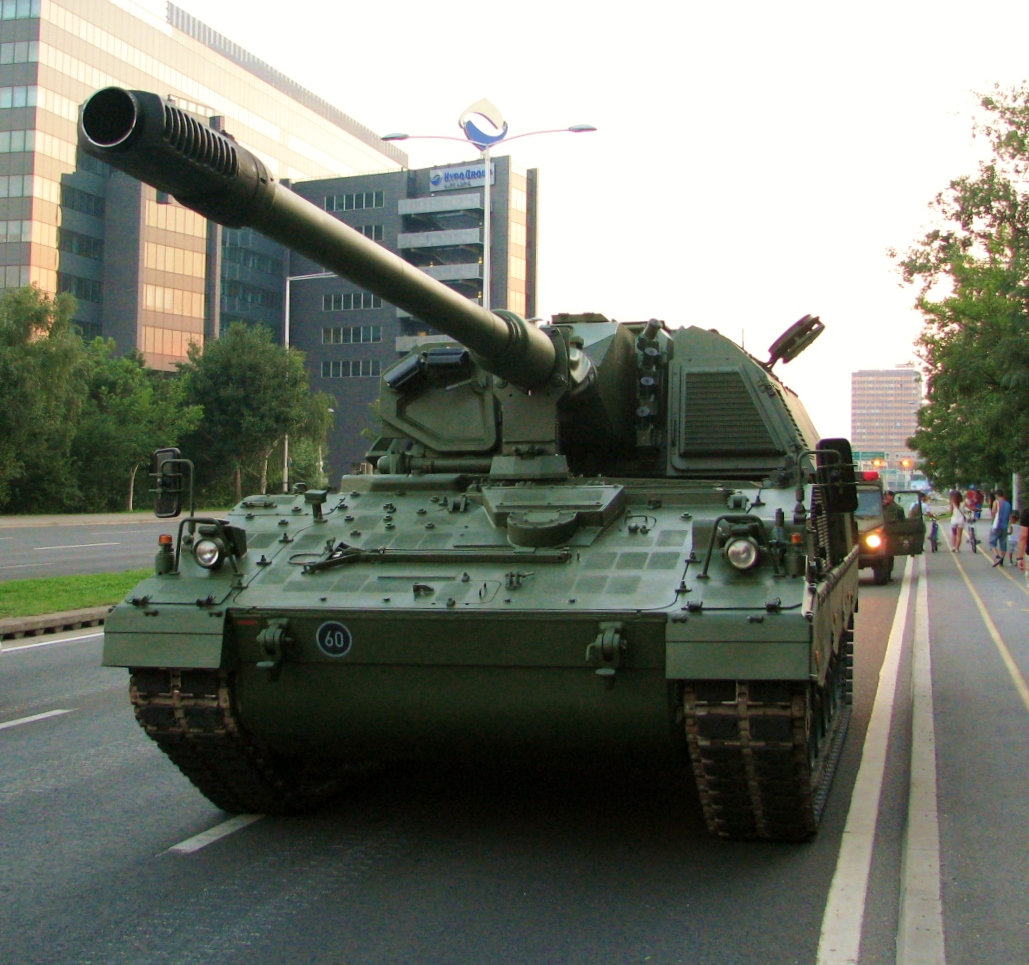
Panzerhaubitze 2000 nella parata militare del 2015

Nelle decadi passate o giù di lì, l'esercito croato ha subito cambiamenti significativi: la modernizzazione delle forze armate, sebbene al ritmo molto più lento allora previsto a causa della recessione economica all'inizio di questo decennio, ha causato il riallineamento delle priorità della Croazia. Le forze armate della Croazia hanno successivamente affrontato tagli e riduzione nella spesa o nell'acquisto di nuovi armamenti. Tuttavia, a causa dell'appartenenza alla NATO, la Croazia ha accettato di soddisfare alcune delle responsabilità operative verso la NATO, ciò include la formazione di due brigate meccanizzate, con enfasi sull'equipaggiamento di entrambe le brigate con attrezzature standard della NATO.
L'approvvigionamento di armi pesanti è ancora in ritardo a causa della carenza di finanziamento per le forze armate, tuttavia le donazioni dalle forze armate statunitensi hanno aiutato la Croazia a colmare alcune delle carenze. L'acquisto 126 APC AMV Patria ha permesso alla Brigata meccanizzata leggera di sostituire i vecchi sistemi di armi dell'era jugoslava e dell'era sovietica che hanno visto poco uso con la NATO. Tuttavia, la Brigata meccanizzata pesante si affida ancora pesantemente sui sistemi di armi sovietici e jugoslavi e la modernizzazione di quella brigata è una delle priorità per il governo attuale. Dotando la brigata con un moderno veicolo da combattimento della fanteria, come il M2 Bradley, sarebbe stato di grande aiuto nel soddisfare quel compito. La modernizzazione dei carri armati da combattimento M-84 della Croazia è stato abbandonato, a causa di costi significativi ma anche della mancanza di interoperabilità all'interno della NATO, e vengono cercate alternative: il Leopard 2 è probabilmente l'unica scelta per le forze armate, tuttavia la mancanza di finanziamenti garantisce che ciò resti solo un sogno distante in questa fase.
I piani attuali prevedono l'istituzione di un 3º Battaglione meccanizzato con una Brigata meccanizzata pesante a causa del requisito della NATO per tale unità. 60 Ulteriori Patria AMV saranno ordinati per soddisfare i requisiti per la Brigata meccanizzata pesante, è probabile che ulteriori obici PzH 2000 vengano acquistati dalla Germania per soddisfare i requisiti della NATO per un 2º Battaglione corazzato. Ulteriori veicoli protetti da mine leggere verranno richiesti agli Stati Uniti, per soddisfare i requisiti della NATO per la capacità ISTAR e il numero di droni e UAV da acquistare come parte di questa capacità. L'esercito cercherà di aggiornare le sue attuali esigenze logistiche con l'acquisto di un massimo di 500 nuovi camion militari, 300 veicoli fuoristrada leggeri e un numero di altri veicoli di supporto. È probabile che questo richiederà almeno un decennio a causa della carenza di fondi. L'acquisto del RCWS da 30mm è una priorità, 16 dei quali sono già in ordine. Il requisito richiede 64 RCWS, ciò include anche l'acquisto di un moderno sistema anticarro per le forze armate per sostituire gli attuali sistemi dell'era sovietica che si stanno avvicinando alla data di utilizzo. L'esercito prevede anche di acquistare un moderno sistema terra-aria occidentale a medio raggio, con il NASAMS 2 che è la scelta più probabile, tuttavia la carenza di fondi potrebbe ritardare l'acquisto fino alla fine del 2020.
Il budget dovrebbe aumentare lentamente a causa dell'obbligo della NATO per tutti i suoi membri di spendere almeno il 2% del PIL per la difesa. La Croazia prevede di raggiungere tale obiettivo entro il 2025 circa, entro il quale si prevede che l'economia croata raggiungerà circa 550 miliardi di kune o poco meno di 90 miliardi di dollari al tasso di cambio attuale. Con più fondi si spera che la Croazia possa modernizzare la maggior parte delle sue forze armate secondo gli standard della NATO senza l'assistenza degli Stati Uniti a questo punto. Attualmente gli Stati Uniti hanno aiutato la modernizzazione e l'addestramento delle forze armate croate per circa 120 milioni di euro all'anno dal 2015 e si prevede che aumenteranno leggermente nei prossimi anni poiché la Croazia sta per acquistare elicotteri UH- 60 Black Hawk e numerosi altri sistemi.
Altri programmi:
- Equipaggiamento del battaglione di fanteria motorizzata (800-1.000 uomini) con visione notturna, compresi l'optoelettronica avanzata e i sensori, radar di terra, le telecamere termiche di immagini - 120 milioni di kune croate
- Attrezzature NBC per unità di decontaminazione bio/chimica – 150 milioni di kune croate
- Acquisto di nuovi mezzi di ingegneria militare, veicoli di soccorso, veicoli blindati di sminamento e veicoli trasporto truppe progettati per resistere a esplosioni di mine - 320 milioni di kune croate
- Acquisto di moderni sistemi di comunicazione e di gestione di battaglia -
- Acquisto di nuovi veicoli logistici ed anfibi - 250 milioni di kune croate
- Acquisto di 3-4 Radar d'Artiglieri - 30-40.000.000 kune croate
- Acquisto di 8-12 radar mobili di difesa aerea - 200-300.000.000 kune croate
- Acquisto di Ospedale da campo dell'Esercito - 80-100.000.000 kune croate
- Acquisto di 16 trasportatori corazzati, trasportatori di macchine pesanti - 80-100.000.000 kune croate
- Acquisto di apparecchiature posa ponte - 100 milioni di kune croate

## Comandanti
- Tenente generale Boris Šerić (2020 - 2023)
- Maggior generale Blaž Beretin (maggio 2024 - in carica)[7]